# 料理番組
料理番組（りょうりばんぐみ）は、料理を題材としたテレビ番組、ラジオ番組である。

## 概要
出演者が料理を作る事を主としている。現在放送されている料理番組は、概ね以下のような種類に大別できる。
- プロの料理人や料理の得意な人が料理を行い、料理の作り方を説明することに重点を置いた番組。
番組を見た視聴者が同じ料理を作ることができるようにレシピを紹介しており、作る前や後や作っている間には材料や作り方がテロップで表示される。司会役が料理人に料理のコツなど様々な質問をしながら進行するところに特徴があるが、これは料理研究家の村井多嘉子が著書『弦齋夫人の料理談』で採用した対話形式を模倣して広まったものである。代表格は『きょうの料理』（NHKテレビ）、『キユーピー3分クッキング』(日テレ・CBC分担製作)など。
この形態のテレビ番組は最初期（1950年代）から既に存在しており、長寿番組が大半を占める。レシピの面では長寿番組を中心にテキスト連動形が主で、近年のものはウェブサイトや地方ローカル番組を中心にスポンサーのスーパーマーケットチェーン（一社提供が主）に配布しているビラと連動している番組もそれなりに存在する。かつてはFAXサービスと連動した番組も存在していた。
最近では主にワイド番組や情報番組に「料理コーナー」や「料理企画」として内包されることが多い。
- プロの料理人や料理の得意な人が極上の料理を作り、審査員が点数や優劣をつける番組。
1993年にスタートした『料理の鉄人』（フジテレビ系列）の成功以後、「視聴者にはまねのできないプロならではの料理」を作る様子を放送することを売りとして増加した。この種の番組では番組内でレシピが紹介されないことが多い。この亜種として、リアリティ番組の要素を付加し「新人シェフが有名シェフに罵倒されながら料理を作る」という『ヘルズ・キッチン〜地獄の厨房』（ITV/FOX）のような番組もある。
- タレントや一般人が料理をし、成功するか否かを見どころにしている番組。
『チューボーですよ!』（TBS系列）、『どっちの料理ショー』（読売テレビ・日本テレビ系列）、『愛のエプロン』（テレビ朝日系列）など、やはり1990年代に入ってから増加した形態。『SMAP×SMAP』（関西テレビ・フジテレビ共同制作/系列）の人気コーナー『BISTRO SMAP』などもこの範疇に入る。

一般的には前者のものを教養番組として、中後者のものをバラエティ番組としての側面を持つことが多い。また子供向けに放送している料理番組は教育番組として扱われる場合もある。
人気のある料理番組の場合、女性向け雑誌と提携してレシピを載せたり、また番組で紹介したレシピを一纏めにして『レシピ本』を出版することもある。
なお出演者が料理を行わず、その料理を提供している場所に出演者が出向き料理を紹介するだけの番組は、一般的にグルメ番組として区別されるが、それらの番組も「料理を扱うという意味で、広い意味での『料理番組』である」として、料理番組のカテゴリーに含めることがある。
釣り、狩猟、山菜や木の実の採集、といったアウトドア番組や、農業、牧畜、養殖、といった食材を得る為の行為を番組にしている場合にも最後に料理する事で完結する形式をとる場合が多い。
アニメや実写フィクション作品（テレビドラマ・映画）では、料理を題材にしたり、物語に料理が密接に関わったりする等で劇中の料理するシーンが料理番組に近いかたちで表現される場合もある。ノンフィクションでは出来ないような映像表現やリアクションを取る作品も多い。
料理番組はスポンサーおよびそれらのイメージキャラクターに左右されやすい傾向にあり、ガス会社の場合はガスコンロ、電力会社の場合はIHクッキングヒーターで固定されており、特定の調理器しかない料理番組の場合、対になる業界のイメージキャラクターはゲストに出演できない措置を採っている。

## 主な料理番組

### テレビ

#### 現在放送されている番組
- キユーピー3分クッキング（日本テレビ系列、CBC（TBS系列）ほかネット局）
- 満天☆青空レストラン（日本テレビ系列）
- くいしん坊!万才（フジテレビほか一部系列局）
- きょうの料理（NHK）
- きょうの料理ビギナーズ（NHK）
- 絶品ノーカット（フジテレビ739）
- シナモンと安田顕のゆるドキ☆クッキング（TBSテレビほか一部系列局）
- DAIGOも台所〜きょうの献立何にする?〜（ABC制作/テレビ朝日系列）
- 料理の「り」（Sky A）
- 水野真紀の魔法のレストラン（MBS）
- 太一×ケンタロウ 男子ごはん→男子ごはん（テレビ東京系列）
- ザ・ウルトラシェフシリーズ（LaLa TV、TwellV、民放地上波）
- DRAGON CHEF→CHEF-1グランプリ（2021年〜年1回特番、ABC制作/テレビ朝日系列）
- 日本一ふつうで美味しい植野食堂 by dancyu（BSフジ）
- 水田信二の注文の多い料理教室（BSよしもと）
- 西川家の今日もササっとまんぷくごはん（BSよしもと）
- ロバート馬場ちゃんのクッキング革命（BS12 トゥエルビ）

など
番組内の料理コーナー
- 相葉マナブ（テレビ朝日） - 「マナブ！旬の産地ごはん」や「釜1-GP」等の企画。かつては料理番組を放送していた時間帯である名残により、料理の企画が大半であるため、事実上の料理番組である。
- あさイチ（NHK総合） - あさイチごはん（月〜木）
- 家事ヤロウ!!!（テレビ朝日） - 『相葉マナブ』と同様、料理の企画が多い。
- 情報ライブ ミヤネ屋（読売テレビ制作/日本テレビ系列） - 愛のスパルタ料理塾（水→不定期）
- 出川一茂ホラン☆フシギの会（テレビ朝日） - ご当地グルメを紹介する企画でホラン千秋が料理をすることがある。
- ノンストップ!（フジテレビ） - 笠原将弘のおかず道場（火）、おうちで世界ごはん（水）、サイコロ飯（木）、One Dish→中山優馬のゆウマいごはん（金）
- ごごたま（テレビ埼玉） - ごごたまキッチン
- どさんこワイド（札幌テレビ放送） - どさんこ☆キッチン（旧・奥様ここでもう一品）
- 今日感テレビ（RKB毎日放送） - ゴハンのじかん
- 5きげんテレビ（テレビ岩手） - 5きげんクッキング
- DayDay.（日本テレビ） - 亜希のざっくりキッチン（木）

など

#### 過去放送されていた番組
- 夕べの料理（BBC） - 世界初の料理番組。
- タカラお料理手帳（日本テレビ） - 日本初の料理番組。
- 料理手帳（大阪テレビ放送 → 朝日放送）
- 料理の鉄人（フジテレビ系列）
- 味の招待席（朝日放送）
- すばらしい味の世界（東京12チャンネル）
- 料理天国（TBS系列）
- 料理バンザイ!（テレビ朝日系列）
- ごちそうさま（日本テレビ系列）
- 金子信雄の楽しい夕食（ABC制作・テレビ朝日系列）
- 夕食ばんざい（フジテレビ系列）
- キッチンパトロール（TBS系列）
- あまからアベニュー（MBS）
- 郁恵・井森のお料理BAN!BAN!（フジテレビ系列）
- 郁恵・井森のデリ×デリキッチン!（フジテレビ系列）
- 孝太郎Wキッチン（フジテレビ）
- どっちの料理ショー → 新・どっちの料理ショー（読売テレビ制作/日本テレビ系列）
- 今晩なに食べたい?（関西テレビ）
- チューボーですよ!→新チューボーですよ!（TBS系列）
- THE!おいしい番組（MBS制作/TBS系列）
- 魂のワンスプーン（TBS系列）
- ひとりでできるもん!※子供向け番組（NHK教育）
- 味楽る!ミミカ※子供向け番組（NHK教育）
- クッキンアイドル アイ!マイ!まいん! ※子供向け番組（NHK教育）
- 毎日がイタリアン（NHK教育）
- モグモグGOMBO ※子供向け番組（日本テレビ系列）
- 元気が出るごちそうバラエティーたべごろマンマ!（日本テレビ系列）
- ピアット（中京テレビ）
- トミーズのはらぺこ亭（関西テレビ）
- 林ん家の台所（ABC）
- 隠れ家ごはん!〜メニューのない料理店〜（テレビ朝日系列）
- 知りたがり!（フジテレビ） - 第一シリーズ：今夜もマロン☆マジック（火）、淳のもてなしゴハン（金）、第二シリーズ：淳とヤミー（月一で すみきち）のアツアツキッチン（水）
- 笑顔がごちそう ウチゴハン（テレビ朝日系列）
- 二人の食卓 〜ありがとうのレシピ〜（テレビ朝日系列）
- 激闘!オレごはん（東海テレビ）
- ハピはぴ・モーニング〜ハピモ〜（千葉テレビ放送ほか首都圏トライアングル各局） - ピピッと一品（水）
- みうらじゅんのマイブームクッキング（食と旅のフーディーズTV）
- ハンサムキッチン（フジテレビONE・TWO）
- ごごネタ!クックTV（CBC制作/TBS系列）
- きょうの料理プラス（NHK）
- 美食結社 WONDER KITCHEN[1]（BS日テレ）
- ごちそうライフ（千葉テレビ放送ほか首都圏トライアングル各局）
- 〜世界にひとつ〜ミラクルレシピ!（テレビ朝日）
- オスカルイーツ Oscar Eats（テレビ朝日）
- 酒の肴つくってみーよ（山形放送ほか一部ネット局）
- 大使館の食卓（BSフジ）
- 阿川ごはん（BSフジ）
- イシバシ・レシピ（TBSほか一部系列局）
- あら簡単!世界レシピ（テレビ東京）
- 雨上がり食楽部（関西テレビ）
- キッチンノート（テレビ東京）
- らくうま!（TBS）
- 電化deシェフ（TVQ九州放送）
- こうちゃんの簡単HAPPYレシピ（BS日テレ）
- 料理大学（Sky A）
- おかずのクッキングシリーズ（テレビ朝日ほか一部ネット局）
- 上沼恵美子のおしゃべりクッキング（ABC制作/テレビ朝日系列）
- ごはんジャパン（テレビ朝日系列）

など
番組内の料理コーナー
- とんねるずのみなさんのおかげでした（フジテレビ） - 新・食わず嫌い王決定戦
- SMAP×SMAP（フジテレビ） - BISTRO SMAP
- ZIP!（日本テレビ） - MOCO'Sキッチン→もてなしMOCO
- スッキリ（日本テレビ） - グッチ裕三のとなりのマンマミーア（火）→ はるみキッチン（木→金→月→水→月）→鳥羽周作のみんなのレシピ（不定期）
- ありがとッ!（テレビ神奈川） - Cafe de Ellicaへようこそ!（火）

#### 外国の料理番組
- 裸のシェフ（LaLaTV）
- デザート・サーカス（グルメ旅★Foodies TV）
- 世界の料理ショー（東京12チャンネル）
- 新・世界の料理ショー（TOKYO MX）
- ブリティッシュ ベイクオフ（Dlife、NHK Eテレ）

#### 料理番組を題材とした番組
- お笑いマンガ道場（中京テレビ制作/日本テレビ系列）

### ラジオ

#### 現在放送されている番組
- ラジオ深夜便（NHKラジオ第1、番組内コーナー「ミッドナイトクッキング」で）
- キユーピーラジオクッキング（CBCラジオ、つボイノリオの聞けば聞くほどの番組内コーナー扱い）

#### 過去放送されていた番組
- 味の素 ハート・オブ・ポップス（TBSラジオ）
- 上柳昌彦・山瀬まみ ごごばん!フライデースペシャル（ニッポン放送、番組内コーナー「体いきいき楽しい食卓」・「みんなのダイニング〜おつまみバンザイ!〜」で）